# 2010年バレンシア・オープン500
2010年バレンシア・オープン500(2010 Valencia Open 500) は、2010年10月31日から翌11月6日にかけてスペイン・バレンシア州バレンシアにある芸術科学都市で開催された、男子プロテニスツアーのATP500シリーズトーナメント大会である。サーフェスは屋内ハードコート。

## シード選手

### シングルス
| 国           | 選手                             | ランク1 | シード |
| ------------ | -------------------------------- | ------- | ------ |
| イギリス     | アンディ・マレー                 | 4       | 1      |
| スウェーデン | ロビン・セーデリング             | 5       | 2      |
| スペイン     | フェルナンド・ベルダスコ         | 7       | 3      |
| スペイン     | ダビド・フェレール               | 8       | 4      |
| ロシア       | ミハイル・ユージニー             | 10      | 5      |
| ロシア       | ニコライ・ダビデンコ             | 11      | 6      |
| フランス     | ジョー＝ウィルフリード・ツォンガ | 13      | 7      |
| フランス     | ガエル・モンフィス               | 15      | 8      |

- 2010年10月25日付のランキングに基づく

### 主催者推薦
以下の3名が主催者推薦で本戦に出場した。
- パブロ・アンドゥハル
- ロベルト・バウティスタ＝アグット
- ハビエル・マルティ

### 予選勝者
以下の4名が予選を勝ち上がり本戦に出場した。
- パブロ・クエバス
- ティムラズ・ガバシュビリ
- ブノワ・ペール
- マイケル・ラッセル

その他以下の2名がラッキールーザーで本戦に繰り上がった。
- マルセル・グラノリェルス
- アルベルト・ラモス＝ビニョラス

## 優勝

### シングルス
ダビド・フェレール def.  マルセル・グラノリェルス, 7–5, 6–3
- フェレールにとってキャリア通算9度目、今シーズン2度目のツアーシングルスタイトル獲得となった[1]。また2008年以来2度目の同大会シングルス部門優勝となった[2]。

### ダブルス
アンディ・マレー /  ジェイミー・マレー def.  マヘシュ・ブパシ /  マックス・ミルヌイ, 7–6(8), 5–7, [10–7]
- アンディ・マレーにとってキャリア初、ジェイミー・マレーにとって今シーズン初、キャリア通算5度目のツアーダブルスタイトル獲得となった[3]。